# Gigasperma americanum
Gigasperma americanum är en svampart som beskrevs av Kropp & L.J. Hutchison 1996. Gigasperma americanum ingår i släktet Gigasperma och familjen Gigaspermaceae.   Inga underarter finns listade i Catalogue of Life.